# Bora Gulari
Bora Gulari (Istanbul, 22 ottobre 1975) è un velista statunitense, che ha rappresentato gli Stati Uniti ai Giochi olimpici di Rio de Janeiro 2016 nella classe Nacra 17, in coppia con Louisa Chafee.